# Taxi Lisboa
Taxi Lisboa (port. Táxi Lisboa) ist ein fiktives Dokumentarspiel des deutschen Regisseurs Wolf Gaudlitz aus dem Jahr 1996. Die Dreharbeiten erstreckten sich von 1994 bis 1996. Der deutsche Film mit einer portugiesischen Geschichte lief weltweit in etwa 20 Ländern.
Taxi Lisboa erhielt eine Förderung der Filmförderungsanstalt zur Digitalisierung des Filmes. Erneuter Filmstart mit digitalisierter Kopie war im März 2017.

## Handlung
Der  Film begleitet den damals ältesten Taxifahrer der Welt, Augusto Macedo (1902–1997), mit seinem Taxi, einem Oldsmobile F-Serie aus den 1920er Jahren, als er 1996 noch als 94-Jähriger in seiner Stadt Lissabon als Taxifahrer arbeitete. Dabei treten verschiedene Figuren als Fahrgäste auf, die ihre Lebensgeschichten erzählen. Anhand ihrer Erzählungen und anhand der Bilder aus Lissabon entsteht gleichzeitig ein Porträt der Stadt. Die Figuren sind keinesfalls zufällig gewählt, sondern wurden aufgrund der Erzählungen des lebenserfahrenen Taxifahrers Augusto Macedo gezielt ausgesucht und vom Regisseur besetzt. Hierbei entsteht ein Mosaik von Lebensgeschichten, die alle über Macedo und sein spektakuläres Taxi miteinander verwoben sind.

## Rezeption
Der Film zeichnet ein nostalgisch geprägtes Bild Lissabons, mit dem ältesten Taxifahrer der Welt und seinem 70-jährigen Taxi in den alten Gassen Lissabons. Die ruhige Musik, die poetisch geprägten, halbfiktiven Gastauftritte und die langen Einstellungen unterstützen die Wirkung. Die reale Figur des abgeklärten Macedo mit seinem leisen Humor und seinen vielen erlebten Geschichten gibt hierbei einen ungewöhnlichen Hauptdarsteller und weckte das Interesse der Kritik.
Taxi Lisboa entstand in Zusammenarbeit mit dem Bayerischen und dem Saarländischen Rundfunk und wurde unterstützt vom FilmFernsehFonds Bayern.
Der Film lief Ende 1996 in den deutschen Kinos an, zuerst in München (Theatiner Filmkunst und Rio Filmpalast), dann folgten die Programmkinos in Deutschland. Allein in München lief der Film in insgesamt 9 Kinos über zwei Jahre lang. In Hamburg (Abaton, 3001), Bremen (Cinema Ostertor), Berlin (viele), Düsseldorf (Souterrain), Regensburg (Ostentor) und Zürich war er zu sehen. Das MoMA New York erwarb den Film als besonderes Filmkunstwerk, wo er immer wieder in der Kinemathek läuft. In der BRD wurde der Film bislang acht Mal im öffentlich-rechtlichen Fernsehen ausgestrahlt. Bereits Ende 1996 erschien der Film als VHS-Kaufkassette exklusiv bei der Taxizentrale München (Taxi-München eG), die den Reinerlös der Taxi-Stiftung Deutschland abtrat, die Taxifahrern hilft, die Opfer von Gewalttaten wurden. Die Kassette verkaufte sich über 20.000 Mal.
Der Film war auf mehreren internationalen Filmfestivals vertreten und wurde u. a. in Pescara, Italien, als bester Film des Jahres 1996 mit dem Goldenen Delphin ausgezeichnet. In Deutschland wurde der Film von keinem Festival eingeladen oder für einen Preis nominiert. Häufigste Begründung: Der Film ist weder eine „richtige“ Dokumentation noch ein „richtiger“ Spielfilm! Gaudlitz: Ich erzähle nur Filmgeschichten, ohne Dogma, aber mit 24 Bildern in der Sekunde!

„Dokumentarischer Spielfilm, zugleich das Porträt der Stadt und einiger ihrer Bewohner, der in einer poetischen Anverwandlung in den Einzelschicksalen die Geschichte des Jahrhunderts anklingen lässt. Getragen von einer ausgeklügelten Tondramaturgie und der Kraft seiner Bilder vermag der Film das Gefühl einer Hoffnung zu vermitteln, die durch Not und Verzweiflung gegangen ist.“